# Shinigami (Death Note)
 (mai 2024).
Pour les articles homonymes, voir Shinigami.
Les shinigami (死神) du manga et de l'anime Death Note sont une race de créatures extra-dimensionnelles qui survivent en tuant des humains pour prolonger leur propre vie. Ils sont inspirés des shinigami, dieux psychopompes de la religion populaire japonaise. Les shinigami de la série ne sont pas responsables de chaque mort qui survient ; les hommes finissent en général par mourir, que les shinigami s'occupent d'eux ou non, mais s'ils y trouvent leur intérêt, les shinigami peuvent les faire mourir plus tôt qu'ils n'auraient dû. 

## Particularités des shinigami deDeath Note
Un shinigami, parfois improprement appelé « dieu de la Mort », reste lié à l'humain auquel il donne le « cahier de la Mort » (en anglais, Death Note). Il décide du moment de sa mort.
Seuls ceux qui ont touché son « cahier de la Mort » peuvent le voir, mais seul le premier humain à le toucher en devient le propriétaire. Si l'humain renonce au droit de propriété sur le « cahier de la Mort », le « dieu de la mort » peut repartir avec.
Un « dieu de la mort » ne peut pas tuer quelqu'un si, en agissant ainsi, il rallonge volontairement l'espérance de vie d'un autre humain. S'il le fait, il meurt immédiatement, ne laissant que du sable et son « cahier de la Mort ».
Il peut voir l'espérance de vie et le nom de n'importe qui. Les humains ayant fait le marché des yeux avec un dieu de la Mort peuvent voir l'espérance de vie de tous les humains sauf ceux possédant aussi un Death Note. Cependant, un dieu de la Mort peut voir l'espérance de vie de n'importe qui, sauf d'un autre dieu de la Mort. Ainsi, les dieux de la mort ne peuvent s'entretuer.
Personne ne peut tuer un dieu de la mort, sauf lui-même.
Règle de l'espérance de vie
Quand un dieu de la mort tue un humain, il récupère ce qu'il lui restait d'espérance de vie.
Le dieu de la mort peut raccourcir la vie d'un humain et récupérer l'espérance de vie sans le tuer immédiatement.
L'échange :
Les dieux de la mort possèdent des yeux qui leur permettent de voir au dessus de quelqu’un le nom et la durée de vie de la personne  ce qui lui permet au moment venu de prendre la vie à la personne concerné.
Un humain possesseur de Death Note peut échanger la moitié du restant de sa vie contre ces yeux.
(Il faut connaître le nom et le visage d'une personne pour pouvoir l’exécuter avec le death note d'où l'importance de ces yeux).

## Ryuk

### Histoire
Ryuk (リューク, Ryūku) est l'un des personnages principaux du manga Death Note. Il est doublé dans la série d'animation par Shido Nakamura.
C'est un shinigami d'âge inconnu, mesurant 2.10 m, vivant dans le monde des dieux de la mort, apparu dans le 1er épisode (Ennui).
Dans le monde des dieux de la mort, il est entouré d'autres Dieux de la Mort qui passent leurs journées à jouer aux cartes, et non à tuer, comme ils le faisaient dans le passé. Ils ne tuent un humain que pour survivre  en prenant la durée de vie de l'humain qu'il tue(voir l'effet de la tuerie chez les Shinigamis). Ryuk s'ennuyant, il décide de se distraire. Il laisse tomber un des deux Death Note (en effet il a triché et en a obtenu un autre du roi des dieux de la mort) qu'il possède dans le monde des humains qu'il trouve drôle.
Ce « carnet de Mort » est capable de tuer n'importe qui, si l'on connaît le nom et le visage de la victime (pour éviter de tuer des gens qui possèdent le même nom et prénom). Ce Death Note est ramassé par un jeune lycéen de 17 ans, Light Yagami, qui a du dégoût pour le monde dans lequel il vit. Ryuk est obligé de rester avec lui, car, il doit rester avec le possesseur du Death Note jusqu'à la mort de ce dernier, la destruction ou l'abandon du Death Note par l'humain.
En échange du « carnet de Mort », Light offre à Ryuk des pommes rouges, qu'il adore et trouve plus juteuses que celles qui se trouvent dans le Monde des dieux de la Morts. Ryuk ignore beaucoup de règles sur le « carnet de Mort », car il s'intéresse peu à ses capacités, celui-ci ne lui servant qu'à survivre. Ryuk ne considère pas Light comme un ami ou un ennemi et ne voudra pas lui fournir de l'aide lorsqu'il en aura besoin, car il trouve cela plus distrayant, et se délecte du combat qui oppose Light à L, puis du combat contre Mello (Mihael Keehl) et Near (Nate River).
Dans la seconde partie, le « carnet de Mort » est passé aux mains de Teru Mikami, et Ryuk se voit contraint de l'accompagner pendant un moment, puis il retourne, après lui avoir expliqué les règles, chez Light.
C'est finalement lui qui mettra un terme aux agissements de Light dans le combat final face à Near (Nate River) et les membres du SPK (Lindner, Gevanni et le commandant Rester). Lorsque Light approche de sa mort, Ryuk écrit son nom dans son Death Note (situé dans sa poche droite). En effet il refuse de le tuer en prison, car il ne pourrait pas le voir mourir.

### Psychologie du personnage
Ryuk est le dieu de la mort qui accompagne Light. Mais il ne prend aucun parti, ni celui de Light ni celui de L (troisième épisode). Il l'aide une seule fois en lui signalant que quelqu'un a une grosse tête suit, mais se justifie (il se sent lui-même observé).
Il est le personnage le plus comique du manga, cela tient peut-être de son détachement de la situation.
Il semblait qu'il apprécie Light, mais cela reste à confirmer.
Son régime alimentaire sur Terre est très spécial vu qu'il ne mange que des pommes, rouges très souvent.
S'il ne reçoit pas quotidiennement sa dose de pommes rouges alors il peut faire des crises de manque et « il se retourne et il se tord dans tous les sens. »

## Rem
Rem (レム, Remu) est le shinigami qui donne son « carnet de Mort » à Misa. Comme Ryuk, Rem possède deux « carnets de Mort » ; à la différence de Ryuk, Rem n'a pas obtenu les siens par la ruse. Le shinigami Jealous, qui était tombé amoureux de Misa, sacrifia sa vie afin de la sauver et fut réduit à n'être que cendre et poussière, ne laissant derrière lui que son « carnet de Mort ». Rem, touchée par son acte, remet le « carnet de Mort » de Jealous à Misa, puisque c'était sa vie qu'il avait sauvé. L'apparence de Rem est véritablement squelettique, avec des bras qui ressemblent à des cordes et une peau qui ressemble à de l'os.
C'est Kimiko Saitō qui prête sa voix à Rem dans l'anime japonaise, doublée par Colleen Wheeler dans la version anglaise.  
Là où Ryuk s'amuse beaucoup de tout ce qui touche au monde des humains, Rem se situe presque à l'opposé. Elle considère avec mépris la plupart des humains, car elle estime que les shinigami sont la race la plus évoluée. D'autre part, alors que Ryuk a une attitude ambivalente envers le succès ou l'échec de Light, Rem prête assistance à Misa de façon active, car elle a en quelque sorte hérité de Gelus son amour pour elle. Elle est même prête à sacrifier sa vie pour défendre Misa, comme en témoigne sa menace de tuer Light si jamais Misa devait mourir avant son heure. Et, pour aider Misa, elle aide Light à atteindre ses objectifs, bien qu'elle méprise l'humain à qui elle a donné son « carnet de Mort ».

## Jealous
Jealous (ジェラス, Jerasu) apparaît dans un flashback où Rem explique comment tuer un shinigami. « Jealous » (version française et romanisation du japonais dans l'épisode 13), « Gelus » (version anglaise), est un shinigami de petite taille, semblable à une poupée, qui semble avoir été fabriqué à partir de matériaux mal assortis. Il n'a qu'un seul œil, bien qu'il ait deux orbites. 
Lors du flashback, Rem rappelle Jealous pour regarder dans le monde des humains une Misa Amane plus jeune, ce à quoi il passe d'ailleurs la plus grande partie de son temps. Sachant que c'est le dernier jour de Misa, il regarde avec elle, intéressé par la façon dont elle va mourir[Quoi ?]. Tombé amoureux de Misa, Jealous fait usage de son « carnet de Mort » pour tuer celui qui doit tuer Misa, un tueur fou, malgré les protestations de Rem. En punition pour avoir voulu prolonger la vie d'un être humain, Jealous est réduit à un tas de cendre et de poussière, ne laissant derrière lui que son « carnet de Mort ». Rem remet son « carnet de Mort » à Misa parce que c'est elle qu'elle a sauvée. Dans le film, Rem se contente de le laisser tomber, et il atterrit près de Misa.
C'est Kenichi Matsuyama qui prête sa voix à Jealous dans l'anime japonaise, et Michael Dobson qui le double dans la version anglaise.

## Shidoo

### Présentation
Shidoo (シドウ, Shidou) est le shinigami dont le « carnet de la mort » (en anglais, Death Note) a été volé par Ryuk.
Mais lorsqu'il s'en rend compte, le « carnet de la Mort » a déjà changé de mains à plusieurs reprises. 
Pour retrouver son « carnet de la Mort », Shidoo accepte d'aider Mello. Il porte des vêtements lourds obscurs, et sa tête est enveloppée dans des bandages. Il est joué par Kazuki Yao dans l'anime japonais et Sam Vincent dans l'anime anglais.
Comme Mello, Shidoo a un grand penchant pour le chocolat, tout comme Ryuk a un faible pour les pommes ; en revanche il n'aime pas les fantômes. Comme Shidoo est assez timide, Mello l'intimide bien que ce dernier soit un être humain. Après que Light a retrouvé le « carnet de Mort » de Mello, il retourne voir Shidoo pour l'empêcher de nuire.
Obata considère que Shidoo est « très drôle », en donnant comme exemple le moment où Shidoo devient le premier shinigami à distribuer des dépliants. Ce même Obata dit d'autre part qu'il aurait souhaité que Shidoo apparaisse plus souvent dans l'histoire.
Shidoo est un « dieu de la mort » peureux, il a même peur d'être puni dans son monde.

### Conception et développement de Shidoo
Tsugumi Ohba, scénariste pour Death Note, a dit qu'il était pour le fait qu'un autre Shinigami apparaisse dans le monde de l'homme et ainsi, il imagina un dieu de la mort avec une apparence qui lui plaisait, et c'est ainsi qu'est né Shidoo.
Obata a dit qu'il a fondé la conception Shidoo sur l'apparence d'un oiseau avec une bouche particulière sur un bec d'un canari.

## Shinigami secondaires

### Armonia Justin Beyondormason
Armonia Justin Beyondormason (アラモニア＝ジャスティン＝ビヨンドルメーソン, Aramonia-Jasutin-Biyondorumēson), connu d'autre part sous le nom de « Justin le squelette joyau », est un shinigami qui apparaît rapidement pour informer Sidoh que son « carnet de Mort » a été volé par le shinigami Ryuk et lui donner les règles qui conviennent en différentes situations. Comme le suggère son nom, l'apparence de Justin est celle d'un squelette orné de toutes sortes de joaillerie. C'est Hideyuki Umezu qui lui prête sa voix dans l'anime japonaise et michael Dobson dans la version anglaise.

### Calikarcha
Calikarcha (カリカーチャ, Karikācha) est considéré comme ayant une bien étrange apparence, même selon les critères des shinigami, car il a huit yeux alignés en deux rangées de chaque côté de la tête. Il a une faiblesse pour les myrtilles, mais n'aime pas le soleil.
Obata a dit de lui qu'il avait imaginer de créer Calikarcha d'après des masques d'oiseau balinais.

### Daril Ghiroza
Daril Ghiroza (ダリル＝ギロオーザ, Dariru-Giroōza) est un shinigami de sexe féminin qui passe son temps à empiler des squelettes humains dans le monde des morts. Elle est avide d'or.
Obata essaya de construire un personnage contraste à Sidoh, et ainsi Daril Ghiroza fut créé.
C'est un shinigami qui n’apparaît que très peu dans la série, ce qui en fait le personnage secondaire par excellence.

### Deridovely
Deridovely (デリダブリー, Deridaburī) est un shinigami qui passe son temps à jouer. Il est humanoïde en apparence, mais porte un masque sur son visage osseux. Il porte une faux, faisant de lui une représentation classique de la Grande Faucheuse. Il joue habituellement avec Guuku et Ryuk.
Obata dit qu'il a conçu Deridovely comme un « insecte transparent d'apparence grossière ».

### Gukku
Gukku (グック) est un shinigami très paresseux qui porte un masque d'animal. Comme Deridovely, il aime beaucoup jouer. Malgré ses nombreuses parties de jeux de cartes avec Deridovely, il perd la plupart du temps, car c'est un joueur médiocre.
Obata déclare que, comme Gukku apparaissait dans le premier chapitre, il voulait le faire ressembler à un monstre afin de garder les choses simples. Obata a décidé d'utiliser un crâne de bovin pour son aspect car il a pensé qu'« utiliser un crâne ordinaire serait ennuyeux ».
Dans la version japonaise, son nom est Gook.

### Kinddara Guivelostain
Kinddara Guivelostain (キンダラ・ギベロスタイン, Kindara Giberosutain) est une femme shinigami présentant un aspect farouche, avec une fissure énorme qui dépasse de sa tête, et des dents pointues. Elle aime la violence, mais déteste trop réfléchir. Elle n'apparaît pas dans l'histoire de Death Note proprement dite, mais figure sur le dos du tome 12.

### Midora
Midora (ミードラ, Mīdora?) est une shinigami de grande taille, assez semblable à une limace, avec des membres qui ressemblent à des moignons. À la différence de la plupart des shinigami, elle ne porte aucun vêtement ni aucun élément décoratif sur son corps. Elle apprécie un temps humide, et déteste les saisons sèches. Sa taille énorme confère à sa présence à côté dominateur. Bien qu'elle ne soit qu'un personnage en retrait dans la série principale, un chapitre situé trois années après la mort de Light lui est consacré.

### Nu
Nu (ヌ) est un shinigami dont le corps est recouvert d'yeux de la tête aux pieds. Nu est censé être le deuxième plus puissant shinigami. Elle est très intelligente et déteste entendre du bruit. Obata décrit Nu comme étant recouverte d'yeux.

### Zellogi
Zellogi (ゼルオギー, Zeruogī) porte la coiffure d'un indigène d'Amérique et a un crochet à la place de sa main gauche. Malgré son apparence faible, il a une nature très curieuse. il porte une très grande attention à la fourrure mais il n'aime pas l'humidité.
Obata décrit Zellogi comme un capitaine crochet du monde de Death Note, avec un tempérament plus développé.